# دیگاه (قوبا)
دیگاه (به لاتین: Digah) یک منطقه مسکونی در جمهوری آذربایجان است که در شهرستان قوبا واقع شده است. دیگاه ۱۷۶۰ نفر جمعیت دارد.